# 马自达重建
馬自達重建（日语：／）是指1973年爆發第一次石油危機之後，東洋工業（馬自達前身）製造的轉子引擎汽車以美國市場為中心，卻因銷售量急遽下跌而陷入經營危機，其主要往來銀行住友銀行（三井住友銀行前身）出面主導重建，並引進美國福特汽車之資本達成一系列的合作過程。2015年9月，福特汽車將手中持有的馬自達股份悉數出售，雙方於是結束資本合作關係。

## 概要與過程

### 引進轉子引擎
1960年，日本政府制定「貿易、匯率自由化計劃大綱」，提出了從國際競爭力增強的產業開始，逐步實現進口自由化的方針。實施進口自由化之後，資本自由化也迫在眉睫，各家汽車製造廠爭相強化自身競爭力。在這種情況下，難以獨自生存的車廠開始採取合併、合作的方式，1966年8月1日普利司通麾下的王子汽車因財務出現困難而併入日產汽車；同年10月日野汽車宣布與豐田汽車發展業務合作關係。後來日本汽車業界持續以經濟開放為前提進行重組，最終無法決定何去何從的中堅汽車廠僅剩本田技研工業和東洋工業兩家而已。
1961年2月在東洋工業社長松田恒次的主導下，該公司以2億8千萬日圓的天價向西德NSU車廠（今奧迪汽車〔Audi〕的前身之一）取得汪克爾引擎的專利授權許可。接著1963年（昭和38年），東洋工業成立「RE（Rotary Engine之縮寫）研究部」，任命山本健一為首任部長。通商產業省（經濟產業省前身）於1965年主動提出整併本土汽車業的構想；迫於可能遭到合併的危機，東洋工業終於在1967年5月推出Cosmo Sports。東洋工業成功提升了企業形象，並帶動銷售量的增長，翌年的生產數量僅次於豐田汽車及日產汽車，在整個業界排行第三。以這種情況為背景，東洋工業於1970年1月與福特汽車針對業務合作項目進行談判；同年11月15日松田恒次辭世，其長子松田耕平繼任東洋工業第四任社長並繼續與福特交涉。但是彼時已經併入汽車聯盟的NSU車廠表達反對之意見，再加上受到尼克森衝擊的影響，雙方的談判交涉受挫，直至1972年3月協商破裂。
松田耕平認為，東洋工業只要擁有轉子引擎的技術，將來便有可能貫徹獨立自主的路線，超越豐田及日產也不再是夢想。此外，轉子引擎所排出的氮氧化物（NOx）很少，在美國實施的汽車廢氣排放標準也決定在日本實施，當時符合此標準的僅有成功將轉子引擎實用化的東洋工業、以及獨自研發出CVCC複合渦流調整燃燒方式的本田而已。豐田、日產自不用說，連美國本土的通用汽車、克萊斯勒、福特汽車等三巨頭在這方面的技術也處於摸索的階段。於是松田耕平認為此時正是轉子引擎進入量產的好時機，1971年春季開始大規模擴充設備，設備資金與開發研究經費共投入6百億日圓，並在接鄰的宇品地區建造新工廠。後來搭載轉子引擎的車款熱銷，在美國市場的成績也相當亮眼。1973年出口至美國的車輛達到11萬輛，其中搭載轉子引擎的車款將近8成。
但是量產化的轉子引擎技術仍不夠成熟，特定的零件「菱封」比預想得更容易磨損，所以必須盡早更換。雖然在日本國內負責維修檢查的經銷商已經做足準備，但美國的銷售網卻宛如一盤散沙。1973年10月爆發第四次中東戰爭，日本遭受第一次石油危機的打擊。其他同業針對這一點迅速採取減產措施，東洋工業卻認為石油危機所引起的物資短缺只是暫時性的，一旦回歸正常，汽車的購買行為又會恢復活躍，因此反而制定了大幅增產的計劃。然而美國國家環境保護局於1974年發表了一項調查結果，他們發現轉子引擎比一般往復式引擎耗油20%〜50%。此一消息發布之後，普世的關注轉向了節約能源，東洋工業的銷售成績一蹶不振，國內外的庫存大幅積壓，因此1974年10月期財務決算表上竟然出現高達173億日圓的赤字。

### 住友銀行主導重建工程
受到鉅額赤字的影響，主要往來銀行住友銀行考量到該公司旗下擁有許多承包的衛星工廠，而且其總部設於廣島市，對於中國地方的經濟具有舉足輕重的地位。在東洋工業的要求下，住友銀行除了派遣人才前來救火，並緊急實施融資措施。依據救援方針，住友銀行派遣本店事務管理部長花岡信平、住友信託銀行派遣法人信託部長等二人前往東洋工業，他們二人在1975年1月的股東大會上當選董事，後來該公司的重建工作便由住友銀行主導進行。
此外，住友銀行為了向國內外大力宣傳他們對東洋工業的支援，除了任命前行長淺井孝二為顧問之外，並聘請廣島出身的日本商工會議所會長永野重雄為最高顧問。大阪總部更新設專門負責支援東洋工業的融資第二部，這是該銀行首度嘗試為了支援特定企業而設置專責部門，管理幹部為副行長磯田一郎，部長則是常務本店營業部長巽外夫。這些自銀行內部派遣過來的菁英幹部著手調查東洋工業的營運狀況之後，發現除了美國市場以外，該公司對國內的主要經銷商也濫發可轉讓票據。
東洋工業在這段期間的業績更進一步惡化，為了打破僵局，1976年元月住友銀行派遣常務董事村井勉（後任該行副行長、朝日啤酒社長、JR西日本會長）擔任前者之副社長，還要求住友集團以外的銀行、商社派遣管理人員，建立萬全的支援體制。身為副社長的村井痛感經營革新、大規模組織改造，以及職員教育的必要性。與此同時，常務本店營業部長巽為了實施大幅度的合理化，求助於小松製作所的河合良一社長，接受其合理化方案的指導。為了實施此一方案，同年5月東洋工業總公司新設置控制部門，負責人即為後來的第5任社長山崎芳樹。
縱然住友銀行急於擘劃該公司未來發展的整體構想，但最終得出無法單獨生存的結論，遂決定公開自行開發的轉子引擎周邊專利，以此為武器與其他公司進行交涉。因此磯田一郎斷斷續續和花井正八、豐田章一郎等豐田汽車領導人進行磋商，卻未能獲得滿意的答覆。接著通商產業省（經濟產業省之前身）向日產汽車提議雙方進行合作，但是日產對東洋工業的財務狀況抱有疑慮，故無法達成合作。此外，住友銀行也和三菱汽車進行交涉，磯田透過通商產業省傳達住友銀行的意向，卻獲得了「我們已經與外資（美國克萊斯勒汽車）合作，再提業務合作並不明智」的回覆，三菱與克萊斯勒的合作關係也因此曝光。於此期間，松田耕平社長獨自向通用汽車進行交涉，但由於牽扯到競爭法（反托拉斯法）方面的問題，住友銀行的調查亦顯示雙方的合作並不可能實行，遂沒有下文。
體認到難以和豐田、日產、三菱等國內車廠合作，住友銀行遂計畫與外資合作。縱使過去曾遭遇挫折，但1971年6月東洋工業供應平頭式（cab over the engine，駕駛室位於引擎上方，故車頭是平的）卡車給福特汽車，於是選擇它做為新的合作夥伴，1977年7月升為行長的磯田寫了一封給亨利·福特二世的親筆信，表達「東洋工業希望與福特加強合作，且屆時主力銀行住友銀行也將全面支援」之立場。帶著這封親筆信的巽外夫遠赴美國，向負責海外業務的副總裁唐納德·彼德森、執行副總裁菲利浦·考德威爾進行接洽。因牴觸反托拉斯法而交涉停滯之際，巽親自前往華盛頓特區，逐一拜會聯邦貿易委員會之委員並進行遊說。和福特汽車進行交涉的同時，東洋工業副社長村井考量到松田耕平若不退讓社長之大位，正式的公司重建計劃便進行不下去，於是逼迫後者辭職下台。此外，永野重雄也催促松田盡快辭去社長一職。1977年12月松田耕平為了負起業績不振的責任，退居為沒有任何代表權的董事會會長，專務山崎芳樹在村井的推舉之下升任為第5任社長，從此之後松田家持續55年以上的家族經營就此告終。另一方面，對於旗下的職業棒球隊廣島東洋鯉魚，東洋工業身為最大股東仍維持其資本關係，但是其經營干預權力遭到削弱，實質上由松田家族獨立經營該球隊。
村井在啟動營運新體制之際，為了確立集團領導制度及大幅度地權力下放，設置了常務會、社長室，並改造了研究開發制度，導入按車款種類區別的責任制度。為了培育人才，在工廠附近大型研修中心，針對新進員工、中堅職員、各地銷售店的員工實施在職訓練。除此之外，在工會強烈的反對之下，他還斷然派遣約5千名員工至國內各地銷售網，實施2年銷售人員的調職政策。而且他自己也身先士卒，帶頭在國內各地的銷售店巡視，並到處拜訪地方銀行，向舊識的行長請求購買自家的汽車產品。到了1978年，東洋工業頻頻與福特汽車接觸，同年2月後者成立包括註冊會計師在內、以財務主管為中心的計劃小組。該小組成員前往東洋工業總部，在廣島停留大約一個月的時間，進行實際經營狀況的調查，努力查明集團整體的財務全貌。1979年年初，談判進入最後階段，研討的重點在於福特汽車參與資本的方式。為了減輕福特出資的負擔，住友銀行融資第二部次長提案由東洋工業吸收合併福特的日本子公司福特工業。由於福特工業實質上為休眠公司，如此一來得以充分活用其資產，從而減少福特從美國轉移過來的資金。同年2月磯田以出席加州住友銀行之新任行長就任宴會為由遠渡美國，並利用這段期間拜訪位於迪爾伯恩的福特汽車總部，與亨利·福特二世進行會談。通過這次的高層會談，實質上已經達成東洋工業與福特汽車的資本合作計劃。
1979年5月18日由於媒體獨家報導指出，福特汽車可能比預定日期還要早購入東洋工業20%的股權，後者於翌日緊急召開董事會議。之後召開記者會，山崎社長宣布已經同意與福特汽車進行資本合作事宜，並向聯邦貿易委員會遞交申請書。就這樣在同年11月1日，福特出資25%之後開啟兩家公司的合作關係。1980年1月村井副社長調回住友銀行，改派岩澤正二擔任東洋工業的董事會會長。1978年3月RE研究部接獲村井副社長的指示，「做出一半保時捷的跑車」，完成並發售第一代馬自達RX-7。該車款也成功打入美國市場，在全球各地大受歡迎。1980年6月以20多歲的研發人員為中心，推出兼具新穎設計及經濟油耗的三/五門掀背車第五代馬自達323，以合理的價格大獲好評，並榮獲該年度第一屆日本年度風雲車大獎。接著1982年發售的第四代馬自達626亦廣受好評，並奪下該年度第三屆日本年度風雲車大獎。這些車款的銷售勢頭良好，加上獲得福特汽車在資本方面的挹注，東洋工業的銷售業績得以恢復，連續7個季度實現增收增益，於是乘勢在美國當地獨自生產汽車。

### 泡沫經濟破裂
1980年代後半期泡沫經濟的景氣依舊維持繁盛，日本車廠認為此種盛況會持續下去，於是紛紛擴張機械設備。在景氣全盛期，日產汽車所推出的高級轎車日產Cima銷售銳不可擋，甚至出現「Cima現象」的流行語。1984年5月公司名稱由東洋工業，改成本為商標的「馬自達」，考慮從製造國民車款的身分轉變成類似德國BMW那種具有高級形象的車廠。為了順應大好情勢發展及擴大銷售網，採用多品牌策略建立馬自達、Autorama、Autozam、Eunos、Ẽfini等「五大銷售通路體系」。其中掛名馬自達的經銷商和以前一樣販售基本車款，掛名Autorama的則銷售福特車款，原本掛名馬自達Auto的經銷商則改名為馬自達Ẽfini，專營運動化性能車。掛名Eunos的經銷商專門銷售豪華高級車，至於Autozam則經營微型車（subcompact）與輕型車（K-car）的部分。
隨著擴增銷售網路，供應量也必須增加，於是該公司投入600億日元，在山口縣防府市建立與防府工廠接鄰的第二工廠。可惜1991年泡沫經濟的景氣破裂，銷售量下滑、銷售力薄弱，再加上日元升值的打擊，該公司陷入赤字的窘境。在伊藤萬事件的問題解決之後，馬自達的經營方向再度受到關注。時任住友銀行董事會會長的巽外夫認為，銀行要再度主導重建馬自達的話相當有限，唯有透過編入福特汽車的世界戰略體系才能生存下去。

### 泡沫經濟破裂之後的發展
福特汽車於1994年回應巽外夫的要求，派遣了4名40多歲的職員前往馬自達擔任顧問，並於同年6月舉辦的股東大會上獲選為董事，至此福特已經實質掌握了馬自達的經營權。翌年秋天巽判斷馬自達內部不再排斥福特，於是向其董事會會長兼CEO亞歷山大·特羅曼要求提高出資比例及派遣社長。1996年5月福特對馬自達的出資比率自25%提高至33.4%，翌月亨利·華勒斯（Henry Wallace）自副社長升任為社長，成為該公司第一位外國籍社長，亦是日本汽車界第一位外國籍社長，自此馬自達正式納入福特汽車麾下。此後馬自達被納入福特的全球發展戰略，其引擎與平台技術導入福特。此一戰略成果斐然，《日經產業新聞》將「福特 - 馬自達」聯盟譽為國際合作的優等生。
2008年秋天受到雷曼兄弟破產事件影響，全球陷入不景氣，導致福特公司陷入經營不善的困境。除了拋售一部分的馬自達股票，並且將其排除在合併結算的對象之外。翌年馬自達進行公開募集增資，福特的出資比例降至11%。2010年福特將馬自達的股票出售給三井住友銀行及住友商事，不再是該公司的最大股東。在這種情況下，馬自達開發了創馳藍天技術，並於2011年開始發售搭載該項新技術的車款。2012年福特停止在美國境內合資生產的馬自達車款，兩家公司之間的關係變得更加薄弱。2015年5月13日馬自達與豐田汽車雙方確定締結長期合作關係，另一方面福特則在同年9月底之前將手中的馬自達股票悉數售出。至此雙方長達36年的資本合作關係畫下句點，不過雙方在泰國與中國的合資關係仍持續下去。